# 이혜준
이혜준(李兮俊, 1888년 2월 29일 ~ 1929년 7월 10일)은 대한제국 독립운동가이다.
본관은 수안(遂安)이고 호(號)는 성태(星台)이다. 그는 1919년 일제 강점기 평안남도 강서군 반석면 상사리 사천 시장(平安南道 江西郡 班石面 上四里 沙川 市場)에서 전개된 대한 독립 만세 운동에 참가하다 붙잡혀 옥고를 치르던 중 옥중에서 순국하였다.

## 생애

### 일생
평안도 강서군 성태면 연곡리(平安道 江西郡 星台面 硯谷里)에서 출생한 그의 아명(兒名)은 이지안(李地岸)이며 1890년 이혜란(李兮蘭)으로 개명(改名)하였고 1891년 이혜준(李兮俊)으로 본격 재개명(再改名)한 그는 1908년 3월에서 1910년 5월까지 2년 2개월간을 대한제국 평안남도 강서군 성태면 예하 면서기관 직책을 지냈다. 1919년 3월 1일 당시 일제 강점기 평안남도 강서군 사천 시장의 대한 독립 만세 운동은 일제 강점기 평안남도 대동군 금제면(金祭面) 원장리(院場里)에서 대한 독립 만세 시위 운동에 참가하였던 군중들이 평안남도 강서 사천 시장(일명 모락장) 대한 독립 만세 운동을 준비하다 주재소에 잡혀간 평안남도 강서 반석교회 장로 최능현(崔能賢)과 평안남도 강서 모락장교회 목사 송현근(宋賢根)을 구출하기로 하면서 전개되었다. 1919년 3월 4일 오후 1시경 시위 군중은 강서 사천 시장으로 행진하였다. 그러나 이 사실을 안 평안남도 강서군 예하 반석면장 김종화(金宗化)가 일본 헌병에게 밀고하는 바람에 일본 헌병들은 이미 평안남도 강서 사천 시장 입구에서 매복하고 있었다. 이 정보를 입수한 지도부는 군중들과 논의 끝에 애초 계획대로 실행할 것을 결정하였다. 시위 행렬이 평안남도 강서군 사천 시장 입구에 도착하자, 일본 헌병들은 총을 난사하기 시작하였다. 이에 분노한 군중이 돌을 던지며 거세게 저항하자, 형세가 불리하다고 판단한 일제 강점기 평안남도 강서 헌병주재소장 사토(佐藤)와 헌병보조원들은 결국 달아났다. 대한 독립 만세 시위대는 이들을 추격하여 붙잡아 처단하는 한편, 갇혀있던 대한 독립 만세 시위대 동지들을 전원 구출하였으나 결국 현경묵(玄景默) 등 14명이 사망하였고, 40여 명이 중경상을 입었다. 한편, 일제 강점기 평안남도 강서 사천 시장 시위 소식을 접한 평안남도 평양헌병대 본부는 일본 군경을 출동시켜 400여 명을 잡아들여 연일 고문을 가하였다.
이 대한 독립 만세 운동을 주도하였던 그는 체포되어 1919년 12월 6일을 기하여 평안남도 평양고등법원에서 소위 살인,방화,소요,보안법 위반으로 결국 무기징역형을 선고받고 약 10여년간 경성 서대문형무소에서 옥고를 치르다가 결국 1929년 7월 10일을 기하여 옥중 순국하였다.

## 사후
대한민국 정부에서는 선생의 공훈을 기리고자 2010년 8월 15일을 기하여 대한민국 건국훈장 애국장을 추서하였다.